# The Crush
The Crush är en irländsk spel- och kortfilm. Filmens speltid är cirka 15 minuter. Den är skriven och regisserad av Michael Creagh, och producerad av Damon Quinn. Filmen spelades in under påsken 2009 i Skerries, norra Dublin.
Filmen vann klassen "Bästa irländska kortfilm" på den 23:e Filmfestivalen Foyle. Den 25 januari 2011 nominerades filmen till en Oscar i klassen "Bästa kortfilm" på Oscarsgalan 2011.